# Brandon Schuster
Brandon Schuster (* 23. April 1998 in Suva, Fidschi) ist ein samoanischer Schwimmer. Er trat bei den Olympischen Sommerspielen 2016 in Rio de Janeiro an und hält zahlreiche nationale samoanische Rekorde.

## Familie
Schuster ist der Sohn des Politikers Toeolesulusulu Cedric Schuster. Er erhielt seine Ausbildung an der Robert Louis Stevenson School in Apia, und an der California Baptist University, wo er mit einem Bachelor of Science in Biomedical Engineering 2021 graduierte.

## Schwimmerkarriere

### 2012
Bei den Kurzbahnweltmeisterschaften 2012 in Istanbul beteiligte sich Schuster an den Wettbewerben über 50, 100 und 200 m Freistil, 50, 100 und 200 m Rücken, 50, 100 und 200 m Brustschwimmen sowie im 100-m-Lagenschwimmen.

### 2013
2013 trat Schuster bei den Schwimmweltmeisterschaften 2013 in Barcelona an, wo er an den 400 und 800 m teilnahm.

### 2014
Bei den Commonwealth Games 2014 nahm Schuster an den Wettbewerben über 50, 100, 200 und 400 m Freistil, 200 m Brust und 200 m Lagen teil. Bei den Kurzbahnweltmeisterschaften 2014 in Doha startete er über 50 m, 100 m, 200 m und 400 m Freistil und über 200 m Brust.

### 2015
Bei den Pazifikspielen 2015 in Port Moresby gewann Schuster Bronze über 200 m Rücken und Silber über 400 m Lagen. Dabei setzte er einen nationalen Rekord über 400 m Lagen. Bei den Commonwealth Youth Games 2015 in Samoa wurde Schuster Sechster über 400 m Lagen. Er trat auch bei den Schwimmweltmeisterschaften 2015 in Kasan an, wo er an den Wettbewerben über 200 und 400 m Freistil teilnahm.

### 2016
Bei den Schwimmozeanienmeisterschaften 2016 in Suva gewann er Bronze über 400 m Lagen und brach dabei seinen eigenen nationalen Rekord. Schuster nahm auch an den Wettbewerben über 400 m, 200 m Lagen und über 5 km teil. Bei den Olympischen Sommerspielen 2016 startete er über 200 m Freistil, wo er mit einer Zeit von 1:57,72 min Platz 46 erreichte. 2016 begann Schuster für die California Baptist University anzutreten.

### 2017
Im Jahr 2017 nahmSchuster er an den NCAA division 2 Championships in Alabama teil, wo er über 400 m auf Platz vier kam. Bei den Schwimmweltmeisterschaften 2017 in Budapest startete er über 200 und 400 m Freistil.

### 2018
Bei den Commonwealth Games 2018 in Gold Coast vertrat Schuster Samoa über 50, 100, 200 und 400 m Freistil sowie über 200 und 400 m Lagen. Er setzte samoanische Rekorde über 50, 100 und 400 m Freistil.

### 2019
Bei den Pazifikspielen 2019 in Apia war Schuster einer der Fackelträger Samoas bei der Eröffnung. Er nahm an zahlreichen Wettbewerben teil und gewann Gold über 200 m Rücken über 400 m Lagen, Silber über 200 m Lagen sowie Bronze über 400 m Freistil und über 200 m Brust. Er wurde als „Male Athlete of the 2019 Pacific Games“ geehrt und als „Eckstein der Entwicklung des Schwimmsports im Pazifik“ (cornerstone in Pacific swimming development) gelobt. Bei den Schwimmweltmeisterschaften 2019 in Gwangju schwamm Schuster über 200 sowie 400 m Lagen.
Bei den ANOC-Awards 2019 im Doha wurde ihm die Auszeichnung „Best Male Athlete in Oceania“ 2019 zugesprochen. In der Folge wurde er vom Samoa Observer bei den 2019 „people of the year“ gelistet.